# Андрій Пілдеґович
Андрейс Пілдеґович (лат. Andrejs Pildegovičs; 11 серпня 1971, Владивосток) — латвійський державний службовець, дипломат. Постійний представник Латвії при Організації Об'єднаних Націй (з 2018).

## Життєпис
Народився 11 серпня 1971 року у Владивостоці в сім'ї китаєзнавця Петра Пілдеговича та його дружини Галини. З 1988 по 1994 рік вивчав історію Китаю в Петербурзькому університеті та Пекінському інституті іноземних мов (1990—1991). Спеціаліст зі східних мов.
З 1994 року на дипломатичній роботі у МЗС Латвії. Навчався в Оксфордському університеті (1998—1999). Очолював відділ Азії та Африки Міністерства закордонних справ (1999—2000). У 2000 році почав працювати в канцелярії президента Латвії Вайри Віке-Фрейберги, а до 2006 року був радником президента із закордонних справ. З 2006 по 2007 рік очолював Канцелярію Президента Валдіса Затлерса.
З 2007 по 2012 рік був послом Латвії в США. У липні 2012 року очолив політичний департамент МЗС Латвії. У травні 2013 року став державним секретарем міністерства.
У серпні 2018 року він вручив вірчі грамоти Генеральному секретарю ООН Антоніу Гутеррешу в якості постійного представника Латвії при ООН.